# 恋ひうた 和泉式部異聞
『恋ひうた 和泉式部異聞』（こいうた いずみしきぶいぶん）は、江平洋巳による日本の漫画。『月刊フラワーズ』（小学館）にて、2008年2月号から2009年6月号まで連載された。単行本は全3巻。

## あらすじ
時は平安、時の権力者・藤原道長に請われ、中宮彰子付きの女房となった和泉式部。
和泉の恋愛遍歴は宮廷サロンでも話題の中心となり、彰子も例外ではなかった。彰子に頼まれ、和泉は為尊親王との出会い、身分違いの末の破局、後の夫・橘道貞との結婚生活を赤裸々に語り出す……。

## 登場人物

### 主人公
和泉式部（いずみしきぶ）
幼名・御許丸（おもとまる）、後に許子（もとこ）。冷泉天皇の中宮・昌子内親王の下で教養を身につけた。情熱的な愛を謳った歌が得意。
歌の才能を買われ、彰子付きの女房となる。

### 和泉式部の周囲の人物
大江 雅到（おおえ の まさむね）
和泉式部の父。越前守。
弾正宮 為尊（だんじょうのみや ためたか）
冷泉天皇の第3皇子。許子の噂を聞き、身分違いの恋に落ちる。
橘 道貞（たちばな みちさだ）
許子に求婚し、後に夫となる。
春覚（しゅんかく）
僧侶。和泉式部の数少ない友人。実は冷泉帝と下女とのあいだの子。幼い頃に播磨の円教寺の性空上人の元に預けられた。
九郎（くろう）
幼い頃から和泉式部に仕える侍女。和泉式部の乳母（めのと）の子。

### 宮廷の人物
彰子（しょうし）
一条天皇の中宮。和泉式部と為尊親王のロマンチックな恋愛談に夢中になる。
藤原 道長（ふじわら の みちなが）
時の権勢者。彰子の父。
紫式部（むらさきしきぶ）
彰子の教育係的な人物。
清少納言（せいしょうなごん）
定子に仕えていた。醜聞だらけの女として一部で蔑まれる和泉式部に変わらぬ友情を示す。
宮内侍（みやのないし）
彰子に仕え、最も信頼を置かれる女房の一人。彰子が住まう藤壺を取り仕切る。